# Escudo de Lisboa
En el escudo de la ciudad de Lisboa figuran, en un campo de oro (dorado) dos cuervos afrontados de sable (negro) sobre un barco del mismo esmalte (color) con vela y bandera del mismo esmalte sobre siete ondas, cuatro de sínople (verde) y tres de plata. El todo rodeado por el collar de la Orden Militar de la Torre y de la Espada. Al timbre una corona mural de oro de ocho torres, vistas cinco, aclarada y mampostada de sable.
Rodeando al collar de la orden figura una cinta en la que aparece escrito: « Mui nobre e sempre leal Cidade de Lisboa », ("Muy noble y siempre leal Ciudad de Lisboa").
El escudo hace alusión al relato que, conforme a la tradición, señala que dos cuervos permanecieron junto a los restos de San Vicente (patrón de la ciudad) durante su traslado a Lisboa desde el Cabo de San Vicente en 1173 por orden del rey Afonso Henriques (traducido al español Alfonso Henríquez). El collar de la Orden portuguesa de la Torre y de la Espada aparece en el escudo al haber recibido la ciudad esta condecoración. 
Este escudo figura en el centro de la bandera de la ciudad.
El blasonamiento heráldico fue aprobado en el Diário do Govêrno (traducido al español: Diario del Gobierno) del 28 de febrero de 1940.

## Fuente
- La bandera y el escudo de la ciudad de Lisboa. Flags of the World. (En inglés)

- Datos: Q1751120
- Multimedia: Coats of arms of Lisbon / Q1751120